# Andrea di Bartolo
Andrea di Bartolo (Siena, 1360/1370 – aldaar, 1428) was een Italiaans kunstschilder. 

## Leven en werk
Di Bartolo werd omstreeks 1360-1370 geboren als zoon van de kunstschilder Bartolo di Fredi (ook bekend als Bartolo Battiloro). In zijn jeugd hielp hij in zijn vaders atelier. Aanvankelijk schilderde hij samen met zijn vader en later ontwikkelde hij een eigen stijl. Hij heeft verschillende schilderijen gemaakt en daarvan zijn diverse bewaard gebleven. 
Di Bartolos zonen, Giorgio di Andrea di Bartolo en Ansan di Andrea di Bartolo, waren eveneens kunstschilders. Zij werkten samen met Sano di Pietro aan het Boek van Koralen voor de Kathedraal van Siena. 
- Gemeinsame Normdatei: 123312663
- International Standard Name Identifier: 0000 0000 8228 5396
- KulturNav: 4581fd8d-7299-440d-b721-df527f7813ff
- Library of Congress Control Number: nr88003533
- Nationale bibliotheek van Australië: 35883901
- RKD-Nederlands Instituut voor Kunstgeschiedenis: 1707
- Trove: 1130251
- Union List of Artist Names: 500024770
- Virtual International Authority File: 50131806
- WorldCat: E39PBJp9pbJtPWWVWm3vYMFVG3